# Spi, Havlíčku

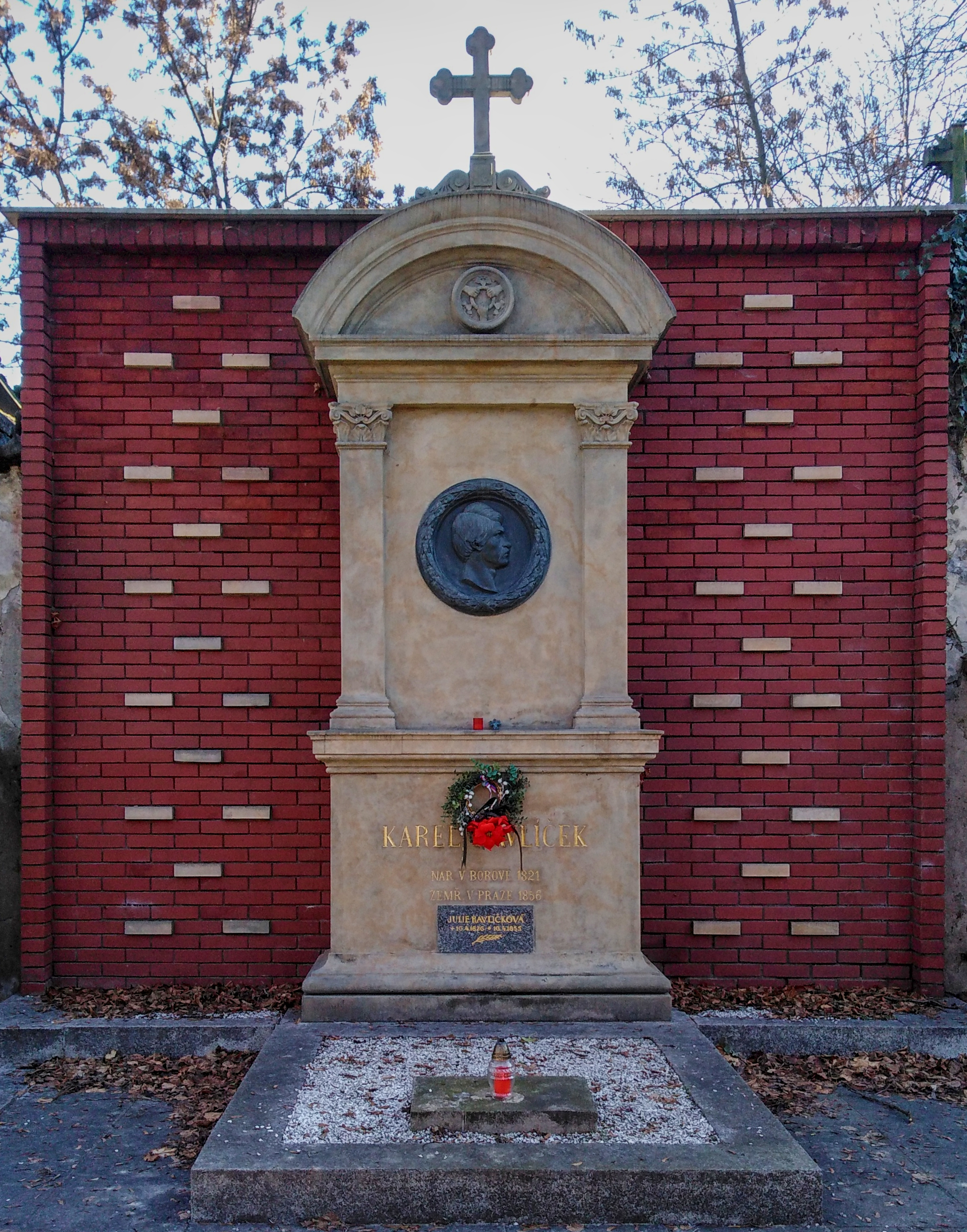
Hrob Karla Havlíčka Borovského (✝ 1856) v Praze na Olšanech

Spi, Havlíčku (též Hrobka Havlíčkova nebo U Havlíčkova hrobu) je česká vlastenecká píseň hymnického charakteru z poloviny 19. století, oslavující národního buditele Karla Havlíčka Borovského. Autorem původního textu je nejspíš František Hais, nápěv je totožný se starší Písní zamilovaných. Píseň byla zpívána po boku dalších národních písní, jako Hej, Slované nebo Kde domov můj.

## Historie

### Okolnosti vzniku
V šedesátých letech 19. století (tedy nedlouho po smrti Karla Havlíčka roku 1856) byla mezi lidem populární Píseň zamilovaných (známá též pod svým incipitem Hájek jako mléko kvetl), šířená v kramářských tiscích. Text písně (tehdy ještě začínající veršem „Měsíček jak mazaneček…“) včetně nápěvu otiskly v únoru 1860 Humoristické listy, podle nichž byl autor písně neznámý. Píseň nabyla rychle na oblibě a již za několik let byla široce známa a její nápěv byl běžně používán pro různé příležitostné písně, vedle nápěvů dalších obecně známých písní jako např. Šla Andulka do zelí.
Autorství Písně zamilovaných bylo někdy připisováno samotnému Havlíčkovi. To literární historici zpochybňují, avšak upozorňují na podobnost textu písně s verši Havlíčkovy básně Citlivá večerní píseň, kterou napsal někdy mezi lety 1846 a 1850 jako parodii na tvorbu Václava Jaromíra Picka (veřejností však tehdy byla přijata jako poezii milostná) a která se pravděpodobně stala pro Píseň zamilovaných inspirací.

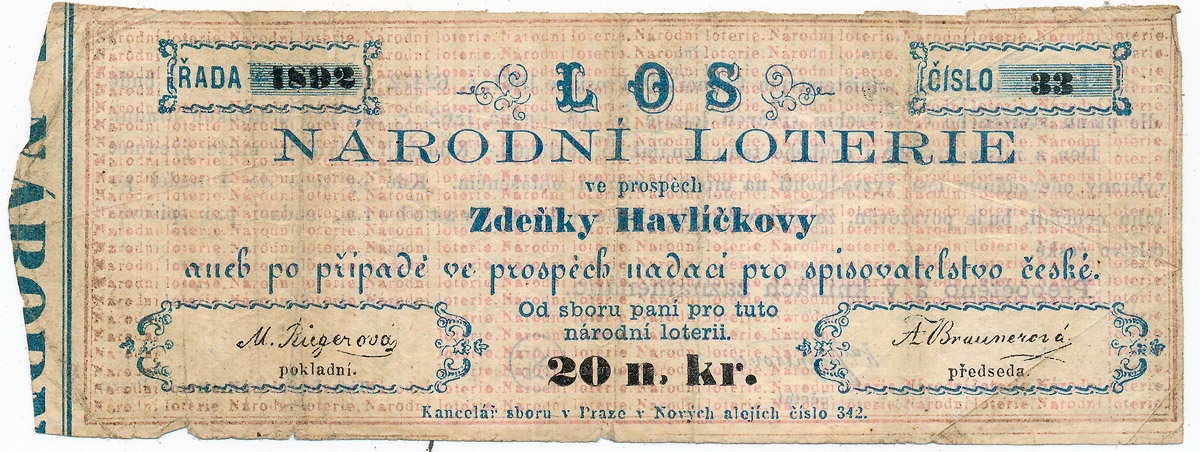
Los národní loterie ve prospěch Zdeňky Havlíčkovy

Druhá polovina 19. století přinesla vlnu vlasteneckého nadšení pro Karla Havlíčka Borovského jako národního řečníka a mučedníka. Výrazně k tomu přispělo provolání české inteligence v Národních listech, které vyzývalo k účasti na loterii v roce 1861, jejíž výtěžek měl být využit na zabezpečení tehdy třináctileté Havlíčkovy dcery Zdeňky, která žila ve stísněných podmínkách u svého strýce.
Za těchto okolností se z Písně zamilovaných vyvinula nová píseň se stejným nápěvem, odkazující se již výslovně na odkaz Karla Havlíčka a začínající slovy Spi, Havlíčku. Za autora slov bývá nejčastěji považován pražský kolovrátkář František Hais. Původní Havlíčkova intelektuální satira se tak postupně přerodila v dojemně sladkobolnou píseň o něm samém.

### Šíření písně
Píseň Spi, Havlíčku zpívali vlastenci již na první národní pouti do Borové v roce 1862. Rychle nabyla na oblibě mezi širokou veřejností a její tisky se šířily po celých Čechách a dostala se i na Moravu (vyšla tiskem v Jihlavě). Moravský cestovatel popsal v roce 1868 pro Moravskou orlici zpěv této písně českými muzikanty v hostinci „Na bojišti Sadovském“ ve východních Čechách. V roce 1869 byla už píseň známa široké veřejnosti.
V roce 1920 vydal Karel Hašler tiskem klavírní partituru vlastní aktualizaci této písně („časová píseň na starou známou notu“), v jejímž textu naráží na složité politické poměry mladé Československé republiky.
Ve hře Lijavec z repertoáru Divadla Járy Cimrmana (měla premiéru v roce 1982) zpívají tuto píseň společně vrchní inspektor všech starobinců (Jára Cimrman) a porodní dědek Alois Formánek coby čeští vlastenci. V některých slokách namísto druhého „Odpočívej v pokoji.“ zařazují do textu krátké „odvážné“ protihabsburské výpady.
V letech 2012–2020 se první dva takty písně (tj. nápěv pro slova „Spi, Havlíčku, v svém hrobečku“) používaly jako znělka ohlašující příjezdy a odjezdy vlaků v železniční stanici Křižanov a před rokem 2007 v železniční stanici Havlíčkův Brod.

## Texty

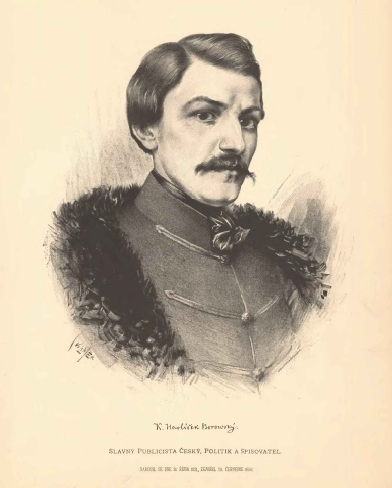
K. H. Borovský, k jehož poctě byla píseň složena

Text písně doznával v průběhu času a u různých interpretů proměn – byly zařazovány nové či vynechávány staré sloky (jedna ze starších verzí textu údajně obsahovala zmínku o Havlíčkově dceři Zdeňce[zdroj?]), aktualizován jazyk apod. Přehled níže je proto nutně pouze ilustrativní.

### Citlivá večerní píseň (Karel Havlíček Borovský, parodie na Václava Jaromíra Picka)[15]
Na lavičce pod okýnkem, seděli jsme s mou panenkou v noci, ona koukala do klína, já jí koukal mezi oči;
měsíček jak mazaneček, na nebíčku špoulil svou hubičku, on se čtverák usmíval!
Ó to bylo posezení, jako v božím nebi za kamnama, andělíčky fofrovaly, vznášejíce se nad náma;
hájek jako mlíčko kvetl, slavík zpíval jak na flašinetl, kantor by to nedoved'.

### Píseň zamilovaných (starší text na stejný nápěv, autor neznámý)
Hájek jako mléko kvetl, slavík zpíval jak na flašinetl. Kantor by to nedoved, kantor by to nedoved.
Měsíček jak mazaneček na nebíčku špoulil svou hubičku. A čtverák se usmíval, a čtverák se usmíval.
Usmíval se víc a více, slavík zpíval písní na tisíce. Měl na nebi partesy, měl na nebi partesy.
Já tu stál a ona taky, koukali jsme spolu na oblaky. Dýchali jsme oba dva, dýchali jsme oba dva.
My tu spolu ještě stáli, smáli jsme se a jen jsme se smáli. Hihihihi hahaha, hihihihi hahaha.
Pěj slavíčku svou písničku, ať veselo zde i na nebíčku. Zazpívej nám svatební, zazpívej nám svatební.

### Spi, Havlíčku (František Hais)
Spi, Havlíčku, v tvém hrobečku, národ zpívá tvou věrnou písničku. Odpočívej v pokoji, odpočívej v pokoji.
Kdyby měl jsi z hrobu hledět, viděl by jsi národ pro tě želet. Odpočívej v pokoji, odpočívej v pokoji.
Tvoje tělo v hrobce hnije, ale duch tvůj posud v Čechách žije. Odpočívej v pokoji, odpočívej v pokoji.
Chtěl jsi vlasti blaho přáti, za to musels na věčnost se bráti. Odpočívej v pokoji, odpočívej v pokoji.
Hrom a peklo, blesky boží, cizota nás posud v Čechách moří. A nedá nám pokoje, a nedá nám pokoje.
Žes národ věrně miloval, život svůj jsi za něj obětoval. Odpočívej v pokoji, odpočívej v pokoji.
Teď nás stihla krutá doba, však již chytla českého lva zloba. Ten nás pomstí za všecky, ten nás pomstí za všecky.
Nuže, bratři české vlasti, zazpívejme k Havlíčkově slasti! Odpočívej v pokoji, odpočívej v pokoji.
Naše staré ctěme práva, na zdar vlasti, Havlíčkovi sláva! Sláva buď mu na věky, sláva buď mu na věky.

### Spi, Havlíčku (Jára Cimrman)[16]

#### Verze 1[17]
Spi, Havlíčku, v svém hrobečku, národ zpívá tvou věrnou písničku. Odpočívej v pokoji, odpočívej v pokoji.
Kdybys mohl z hrobu hledět, viděl by jsi národ pro tě želet. Odpočívej v pokoji, odpočívej v pokoji.
Tvoje tělo v hrobě hnije, ale duch tvůj posud v Čechách žije. Odpočívej v pokoji, odpočívej v pokoji.
Chtěl jsi vlasti blaho přáti, za to musels na věčnost se bráti. Odpočívej v pokoji, Čech se Němce nebojí.
Nuže, bratři české vlasti, zazpívejme k Havlíčkově slasti. Odpočívej v pokoji, Rakousko je na hnoji.
Naše stará ctěme práva, na zdar vlasti, Havlíčkovi sláva! Sláva buď mu na věky, spálíme jim pendreky.

#### Verze 2[18]
Spi, Havlíčku, v svém hrobečku, národ zpívá tvou věrnou písničku. Odpočívej v pokoji, odpočívej v pokoji.
Tvoje tělo v hrobě hnije, ale duch tvůj posud v Čechách žije. Odpočívej v pokoji, odpočívej v pokoji.
Nuže, bratři české vlasti, zazpívejme k Havlíčkově slasti. Odpočívej v pokoji, odpočívej v pokoji.
Chtěl jsi vlasti blaho přáti, za to musels na věčnost se bráti. Odpočívej v pokoji, Rakousko je na hnoji.
Naše stará... české vlasti, zazpívejme k Havlíčkově slasti. Odpočívej v pokoji, Čech se Němce nebojí.